# Summer Glau
Summer Glau (født 24. juli 1981 i San Antonio, Texas) er en amerikansk skuespiller. Hun er blandt andet kendt som River Tam i Firefly og Serenity og som Cameron i Terminator: The Sarah Connor Chronicles.
Hun er uddannet balletdanser, men måtte stoppe efter en brækket tå. I stedet blev hun skuespiller.

## Udvalgt filmografi
- Firefly (2003, tv-serie)
- Serenity (2005)
- The 4400 (2006-07, tv-serie)
- Terminator: The Sarah Connor Chronicles (2008–2009 , tv-serie)